# Salon Chopin
De Salon Chopin (Pools: Salonik Chopinów) is een museumkamer in de Poolse hoofdstad Warschau die gewijd is aan de componist Frédéric Chopin (1810-1849). 
Het is sinds februari 1960 gevestigd in het Czapski-paleis, in het zuidelijke gedeelte op de tweede verdieping. In het paleis is ook het museum van de kunstacademie gevestigd. De salon is een filiaal van het Museum Frédéric Chopin en is voor publiek toegankelijk.

## Geschiedenis
Het gezin Chopin woonde hier van 1827 tot 1830. Frédéric ging in 1829 op een buitenlandse muziekreis en keerde hier vanwege de Russische inval niet meer terug. De salon is ingericht in de grootste kamer die het gezin bewoonde. Hun woning was op de tweede verdieping. Daarnaast exploiteerde zijn vader de zolderverdieping als internaat voor mannelijke studenten.
Een van de kamers op de zolderverdieping gebruikte Frédéric als studeer- en werkkamer. Hier stond een bureau en een piano. Deze kamer is echter niet gereconstrueerd. Hier componeerde hij enkele belangrijke werken, waaronder zijn eerste en tweede pianoconcert. Ook gaf hij hier concerten met als terugkerende bezoekers onder meer Józef Elsner, Samuel Linde, Juliusz Kolberg, Kajetan Koźmian, Julian Ursyn Niemcewicz en Stefan Witwicki.
Op 2 november 1930 werd een plaquette onthuld tussen de ramen van de eerste verdieping, met de tekst dat hij hier heeft gewoond.

## Inrichting
Er zijn geen oorspronkelijke meubelen bewaard gebleven. De salon is opnieuw ingericht door Barbara Brukalska. Zij heeft gebruik gemaakt van antieke meubelen en baseerde de inrichting op een tekening van Antoni Kolberg uit 1832. 
In de kamer wordt een piano getoond uit de 19e eeuw van de bouwer Fryderyk Buchholtz. Dit exemplaar was eigendom van de componist Franz Liszt. Daarnaast is er nog een piano van de pianobouwer Ignaz Pleyel uit 1855 aanwezig.
Er staat een secretaire uit circa 1810-20 uit de collectie van Krystyna Gołębiewska. Zij is een achter-achterkleindochter van Ludwika Jędrzejewicz, een zus van Frédéric die eveneens componeerde. Verder zijn er nog enkele andere antieke meubelen en memorabilia aanwezig, waaronder twee karikaturen die Chopin zelf tekende.

## Galerij
| tekening van Antoni Kolberg, 1832 |  | inrichting in 2012 |
| tekening van Antoni Kolberg, 1832 |  | inrichting in 2012 |